# Архангельське газове родовище
Архангельське газове родовище — належить до Причорноморсько-Кримської нафтогазоносної області Південного нафтогазоносногу регіону України.
Розташоване на шельфі Чорного моря в Північно-Кримській тектонічній зоні Каркінітсько-Північно-Кримського прогину. Газоносними є майкопські та неогенові газові поклади. Породи-колектори — піщано-алевритові пачки у глинистій товщі майкопу і карбонатно-теригенні породи середнього міоцену. Родовище багатопластове. Виявлено три продуктивних горизонти (інтервали 855—891 м, 806—812 м, 613,5-626 м). Крім того, газоносним є інтервал 2973-3117 м у палеоценових утвореннях.
Поклади пластові, склепінчасті. Розробляється з 1992 р. Видобуто 85 млн м³ газу. Запаси початкові видобувні категорій А+В+С1 — 5413 млн м³.

## Зауваги
Господарський суд Київської області у 2017 р. задовольнив позов Генпрокуратури та припинив дію договору про спільну діяльність між ПАТ "ДАТ «Чорноморнафтогаз» та ПрАТ «Пласт», який давав право на користування Стрілковим та Архангельським газовими родовищами. Відповідно до умов договору, ПАТ "ДАТ «Чорноморнафтогаз» внесло у спільну діяльність право користування газовими родовищами. У свою чергу ПрАТ «Пласт» зобов'язувався внести 71 млн грн, з яких вніс лише 1 млн грн, при цьому останній незаконно отримував від спільної діяльності прибуток у пропорційно більшому розмірі, ніж ПАТ "ДАТ «Чорноморнафтогаз». Як наслідок, державою недоотримано близько 20 млн грн від продажу газу, видобутого під час здійснення спільної діяльності.